# Saison 2010-2011 du Liverpool FC
Maillots
Chronologie
Saison précédente Saison suivante
La saison 2010-2011 du Liverpool FC est la 48e saison consécutive du club dans l'élite. En plus d'évoluer en Premier League, les Reds participent à la Ligue Europa, en commençant par le 3e tour de qualification. Liverpool participe également à la FA Cup, ainsi qu'à la Carling Cup.
Le 8 janvier 2011, le manager Roy Hodgson quitte ses fonctions et est remplacé par Kenny Dalglish

## Transferts

### Mercato d'été
| Type de transfert | Nom               | Contrat        | Provenance / Destination               |
| Arrivées          | Jonjo Shelvey     | Transfert      | Charlton Athletic (League One)         |
| Arrivées          | Milan Jovanović   | Transfert      | Standard de Liège (Jupiler Pro League) |
| Arrivées          | Joe Cole          | Fin de contrat | Chelsea FC (Premier League)            |
| Arrivées          | Danny Wilson      | Transfert      | Rangers FC (SPL)                       |
| Arrivées          | Fábio Aurélio     | Fin de contrat |                                        |
| Arrivées          | Christian Poulsen | Transfert      | Juventus FC (Serie A Tim)              |
| Arrivées          | Brad Jones        | Transfert      | Middlesbrough FC (Premier League)      |
| Arrivées          | Raul Meireles     | Transfert      | FC Porto (Liga Sagres)                 |
| Arrivées          | Paul Konchesky    | Transfert      | Fulham FC (Premier League)             |
| Départs           | Albert Riera      | Transfert      | Olympiakos (Superleague)               |
| Départs           | Yossi Benayoun    | Transfert      | Chelsea FC (Premier League)            |
| Départs           | Fábio Aurélio     | Fin de contrat |                                        |
| Départs           | Philipp Degen     | Prêt           | VfB Stuttgart (Bundesliga)             |
| Départs           | Diego Cavalieri   | Fin de contrat | Cesena (Serie A Tim)                   |
| Départs           | Javier Mascherano | Transfert      | FC Barcelone (Primera División)        |
| Départs           | Emiliano Insúa    | Prêt           | Galatasaray (Turkcell Süper Lig)       |
| Départs           | Alberto Aquilani  | Prêt           | Juventus FC (Serie A Tim)              |
| Départs           | Nabil El Zhar     | Prêt           | PAOK Salonique (Superleague)           |
| Départs           | Damien Plessis    | Transfert      | Panathinaïkos (Superleague)            |

### Mercato d'hiver
| Type de transfert | Nom                 | Contrat   | Provenance / Destination          |
| Arrivées          | Luis Alberto Suárez | Transfert | Ajax Amsterdam (Eredivisie)       |
| Arrivées          | Andy Caroll         | Transfert | Newcastle United (Premier League) |
| Départs           | Fernando Torres     | Transfert | Chelsea FC (Premier League)       |
| Départs           | Paul Konchesky      | Prêt      | Nottingham Forest (Championship)  |

## Matchs

### Pré-saison

#### Détails des matchs
| 1er match                    | Al Hilal (D1) | - | Liverpool FC | Cashpoint Arena, Altach |
| Samedi 17 juillet 2010 18:00 |               |   |              |                         |
|                              | Rapport       |   |              |                         |

| 2e match                       | Grasshopper CZ (D1) | 0 - 0 | Liverpool FC | Herti Allmend Stadion, Zug |
| Mercredi 21 juillet 2010 18:30 |                     |       |              |                            |
|                                | Rapport             |       |              |                            |

| 3e match                     | FC Kaiserslautern (D1) | 1 - 0 | Liverpool FC | Fritz Walter Stadion, Kaiserslautern |  |
| Samedi 24 juillet 2010 15:15 | 32e Micanski           |       |              |                                      |  |
| Samedi 24 juillet 2010 15:15 | Rapport                |       |              |                                      |  |

| 4e match                     | B. Mönchengladbach (D1) | 1 - 0 | Liverpool FC | Borussia-Park, Mönchengladbach |  |
| Dimanche 1er août 2010 13h30 | Matmour 8e              |       | Carragher    |                                |  |
| Dimanche 1er août 2010 13h30 | Rapport                 |       |              |                                |  |

### Championnat d'Angleterre de football 2010-2011

#### Matchs aller
| 1re journée                 | Liverpool FC               | 1–1 | Arsenal FC                             | Anfield, Liverpool                               |                                                  |
| Dimanche 15 août 2010 17:00 | N'Gog 46e · Gerrard · Cole |     | 91e (csc) Reina · Koscielny · Wilshere | Spectateurs : 44 722 Arbitrage : Martin Atkinson | Spectateurs : 44 722 Arbitrage : Martin Atkinson |
| Dimanche 15 août 2010 17:00 | Rapport                    |     |                                        | Spectateurs : 44 722 Arbitrage : Martin Atkinson | Spectateurs : 44 722 Arbitrage : Martin Atkinson |

| 2e journée               | Manchester City                      | 3–0 | Liverpool FC | City of Manchester Stadium, Manchester |                       |
| Lundi 23 août 2010 21:00 | Barry 13e · Tévez 52e 68e · Richards |     | Škrtel       | Arbitrage : Phil Dowd                  | Arbitrage : Phil Dowd |
| Lundi 23 août 2010 21:00 | Rapport                              |     |              | Arbitrage : Phil Dowd                  | Arbitrage : Phil Dowd |

| 3e journée                  | Liverpool FC | 1–0 | West Bromwich Albion | Anfield, Liverpool                           |                                              |
| Dimanche 29 août 2010 16:00 | Torres 65e   |     | Morrison             | Spectateurs : 41 994 Arbitrage : Lee Probert | Spectateurs : 41 994 Arbitrage : Lee Probert |
| Dimanche 29 août 2010 16:00 | Rapport      |     |                      | Spectateurs : 41 994 Arbitrage : Lee Probert | Spectateurs : 41 994 Arbitrage : Lee Probert |

| 4e journée                       | Birmingham City | 0-0 | Liverpool FC | St Andrew's, Birmingham |                      |
| Dimanche 12 septembre 2010 17:00 | Gardner         |     |              | Spectateurs : 27 333    | Spectateurs : 27 333 |
| Dimanche 12 septembre 2010 17:00 | Rapport         |     |              | Spectateurs : 27 333    | Spectateurs : 27 333 |

| 5e journée                       | Manchester United                                        | 3-2 | Liverpool FC                   | Old Trafford, Manchester |                         |
| Dimanche 19 septembre 2010 14:30 | Berbatov 42e 59e 84e · O'Shea · Evans · Scholes · Rooney |     | 64e (pen.) 70e Gerrard · N'Gog | Arbitrage : Howard Webb  | Arbitrage : Howard Webb |
| Dimanche 19 septembre 2010 14:30 | Rapport                                                  |     |                                | Arbitrage : Howard Webb  | Arbitrage : Howard Webb |

| 6e journée                     | Liverpool FC                                    | 2-2 | Sunderland              | Anfield, Liverpool                              |                                                 |
| Samedi 25 septembre 2010 17:00 | Kuyt 5e · Gerrard 64e · Gerrard · Kuyt · Torres |     | 25e 47e Bent · Mignolet | Spectateurs : 43 626 Arbitrage : Stuart Attwell | Spectateurs : 43 626 Arbitrage : Stuart Attwell |
| Samedi 25 septembre 2010 17:00 | Rapport                                         |     |                         | Spectateurs : 43 626 Arbitrage : Stuart Attwell | Spectateurs : 43 626 Arbitrage : Stuart Attwell |

| 7e journée                    | Liverpool FC                    | 1-2 | Blackpool                               | Anfield, Liverpool        |                           |
| Dimanche 3 octobre 2010 16:00 | Kyriákos 53e · Kyriákos · Reina |     | 45e Varney · 29e Adam · Taylor-Fletcher | Arbitrage : Michael Jones | Arbitrage : Michael Jones |
| Dimanche 3 octobre 2010 16:00 | Rapport                         |     |                                         | Arbitrage : Michael Jones | Arbitrage : Michael Jones |

| 8e journée                     | Everton                                     | 2-0 | Liverpool FC              | Goodison Park, Liverpool |  |
| Dimanche 17 octobre 2010 14:30 | Cahill 33e · Arteta 49e · Cahill · Beckford |     | Meireles · Maxi Rodríguez |                          |  |
| Dimanche 17 octobre 2010 14:30 | Rapport                                     |     |                           |                          |  |

| 9e journée                     | Liverpool FC                                     | 2-1 | Blackburn                                     | Anfield, Liverpool |  |
| Dimanche 24 octobre 2010 16:00 | Kyriákos 48e · Torres 53e · Meireles · Rodríguez |     | 51e (csc) Carragher · Olsson · Givet · Grella |                    |  |
| Dimanche 24 octobre 2010 16:00 | Rapport                                          |     |                                               |                    |  |

| 10e journée                    | Bolton             | 0-1 | Liverpool FC                       | Reebok Stadium, Horwich                          |                                                  |
| Dimanche 31 octobre 2010 17:00 | Steinsson · Taylor |     | 86e Rodríguez · Konchesky · Škrtel | Spectateurs : 25 171 Arbitrage : Martin Atkinson | Spectateurs : 25 171 Arbitrage : Martin Atkinson |
| Dimanche 31 octobre 2010 17:00 | Rapport            |     |                                    | Spectateurs : 25 171 Arbitrage : Martin Atkinson | Spectateurs : 25 171 Arbitrage : Martin Atkinson |

| 11e journée                    | Liverpool FC   | 2-0 | Chelsea        | Anfield, Liverpool                           |                                              |
| Dimanche 7 novembre 2010 17:00 | Torres 11e 45e |     | Zhirkov · Alex | Spectateurs : 44 238 Arbitrage : Howard Webb | Spectateurs : 44 238 Arbitrage : Howard Webb |
| Dimanche 7 novembre 2010 17:00 | Rapport        |     |                | Spectateurs : 44 238 Arbitrage : Howard Webb | Spectateurs : 44 238 Arbitrage : Howard Webb |

| 12e journée                     | Wigan         | 1-1 | Liverpool FC                  | DW Stadium, Wigan                             |                                               |
| Mercredi 10 novembre 2010 20:45 | Rodallega 51e |     | 7e Torres · Carragher · Lucas | Spectateurs : 16 754 Arbitrage : Peter Walton | Spectateurs : 16 754 Arbitrage : Peter Walton |
| Mercredi 10 novembre 2010 20:45 | Rapport       |     |                               | Spectateurs : 16 754 Arbitrage : Peter Walton | Spectateurs : 16 754 Arbitrage : Peter Walton |

| 13e journée                   | Stoke City                      | 2-0 | Liverpool FC            | Britannia Stadium, Stoke |                         |
| Samedi 13 novembre 2010 18:30 | Fuller 56e · Jones 90e · Fuller |     | Lucas · Škrtel · Torres | Arbitrage : Mark Halsey  | Arbitrage : Mark Halsey |
| Samedi 13 novembre 2010 18:30 | Rapport                         |     |                         | Arbitrage : Mark Halsey  | Arbitrage : Mark Halsey |

| 14e journée                   | Liverpool FC                                  | 3-0 | West Ham | Anfield, Liverpool      |                         |
| Samedi 20 novembre 2010 18:30 | Johnson 18e · Kuyt 27e (pen.) · Rodríguez 38e |     |          | Arbitrage : Lee Probert | Arbitrage : Lee Probert |
| Samedi 20 novembre 2010 18:30 | Rapport                                       |     |          | Arbitrage : Lee Probert | Arbitrage : Lee Probert |

| 15e journée                     | Tottenham                       | 2-1 | Liverpool FC                                                    | White Hart Lane, Londres    |                             |
| Dimanche 28 novembre 2010 17:00 | Škrtel 65e (csc) · Lennon 90+2e |     | 42e Škrtel · Reina · Konchesky · Carragher · Johnson · Meireles | Arbitrage : Martin Atkinson | Arbitrage : Martin Atkinson |
| Dimanche 28 novembre 2010 17:00 | Rapport                         |     |                                                                 | Arbitrage : Martin Atkinson | Arbitrage : Martin Atkinson |

| 16e journée                 | Liverpool FC                          | 3-0 | Aston Villa | Anfield, Liverpool                         |                                            |
| Lundi 6 décembre 2010 21:00 | N'Gog 14e · Babel 16e · Rodríguez 55e |     | Clark       | Spectateurs : 39 079 Arbitrage : Phil Dowd | Spectateurs : 39 079 Arbitrage : Phil Dowd |
| Lundi 6 décembre 2010 21:00 | Rapport                               |     |             | Spectateurs : 39 079 Arbitrage : Phil Dowd | Spectateurs : 39 079 Arbitrage : Phil Dowd |

| 17e journée                   | Newcastle                                                | 3-1 | Liverpool FC       | St James' Park, Newcastle |  |
| Samedi 11 décembre 2010 18:30 | Nolan 15e · Barton 80e · Carroll 92e · Gutierrez · Tioté |     | 49e Kuyt · Johnson |                           |  |
| Samedi 11 décembre 2010 18:30 | Rapport                                                  |     |                    |                           |  |

| 18e journée                    | Liverpool FC       | 1-0 | Fulham   | Anfield, Liverpool                           |                                              |
| Mercredi 26 janvier 2011 21:30 | Paintsil 52e (csc) |     | Paintsil | Spectateurs : 40 466 Arbitrage : Lee Probert | Spectateurs : 40 466 Arbitrage : Lee Probert |
| Mercredi 26 janvier 2011 21:30 | Rapport            |     |          | Spectateurs : 40 466 Arbitrage : Lee Probert | Spectateurs : 40 466 Arbitrage : Lee Probert |

| 20e journée                     | Liverpool FC | 0-1 | Wolverhampton      | Anfield, Liverpool                            |                                               |
| Mercredi 29 décembre 2010 21:00 | Johnson      |     | 56e Ward · Elokobi | Spectateurs : 41 614 Arbitrage : Peter Walton | Spectateurs : 41 614 Arbitrage : Peter Walton |
| Mercredi 29 décembre 2010 21:00 | Rapport      |     |                    | Spectateurs : 41 614 Arbitrage : Peter Walton | Spectateurs : 41 614 Arbitrage : Peter Walton |

#### Matchs retour
| 19e journée                    | Blackpool                                 | 2-1 | Liverpool FC                           | Bloomfield Road, Blackpool |                            |
| Mercredi 12 janvier 2011 21:00 | Taylor-Fletcher 12e · Campbell 69e · Adam |     | 3e Torres · Kelly · Jovanovic · Torres | Arbitrage : Michael Oliver | Arbitrage : Michael Oliver |
| Mercredi 12 janvier 2011 21:00 | Rapport                                   |     |                                        | Arbitrage : Michael Oliver | Arbitrage : Michael Oliver |

| 21e journée                   | Liverpool FC                              | 2-1 | Bolton                       | Anfield, Liverpool                            |                                               |
| Samedi 1er janvier 2011 16:00 | Torres 49e · Cole 90+2e · Aurélio · Leiva |     | 43e Davies · Alonso · Taylor | Spectateurs : 35 400 Arbitrage : Kevin Friend | Spectateurs : 35 400 Arbitrage : Kevin Friend |
| Samedi 1er janvier 2011 16:00 | Rapport                                   |     |                              | Spectateurs : 35 400 Arbitrage : Kevin Friend | Spectateurs : 35 400 Arbitrage : Kevin Friend |

| 22e journée                   | Blackburn                                     | 3-1 | Liverpool FC | Ewood Park, Blackburn                           |                                                 |
| Mercredi 5 janvier 2011 21:00 | Olsson 32e · Benjani 38e 57e · Salgado · Dunn |     | 81e Gerrard  | Spectateurs : 24 552 Arbitrage : Andre Marriner | Spectateurs : 24 552 Arbitrage : Andre Marriner |
| Mercredi 5 janvier 2011 21:00 | Rapport                                       |     |              | Spectateurs : 24 552 Arbitrage : Andre Marriner | Spectateurs : 24 552 Arbitrage : Andre Marriner |

| 23e journée                    | Liverpool FC                            | 2-2 | Everton                   | Anfield, Liverpool                         |                                            |
| Dimanche 16 janvier 2011 15:05 | Meireles 29e · Kuyt 68e · Torres · Kuyt |     | 46e Distin · 52e Beckford | Spectateurs : 44 795 Arbitrage : Phil Dowd | Spectateurs : 44 795 Arbitrage : Phil Dowd |
| Dimanche 16 janvier 2011 15:05 | Rapport                                 |     |                           | Spectateurs : 44 795 Arbitrage : Phil Dowd | Spectateurs : 44 795 Arbitrage : Phil Dowd |

| 24e journée                  | Wolverhampton | 0-3 | Liverpool FC                                                | Molineux Stadium, Wolverhampton |                             |
| Samedi 22 janvier 2011 13:45 |               |     | 36e 50e Torres · 50e Meireles · Poulsen · Torres · Meireles | Arbitrage : Martin Atkinson     | Arbitrage : Martin Atkinson |
| Samedi 22 janvier 2011 13:45 | Rapport       |     |                                                             | Arbitrage : Martin Atkinson     | Arbitrage : Martin Atkinson |

| 25e journée                   | Liverpool FC                        | 2-0 | Stoke City | Anfield, Liverpool   |                      |
| Mercredi 2 février 2011 21:00 | Meireles 47e · Suárez 79e · Johnson |     |            | Spectateurs : 40 524 | Spectateurs : 40 524 |
| Mercredi 2 février 2011 21:00 | Rapport                             |     |            | Spectateurs : 40 524 | Spectateurs : 40 524 |

| 26e journée                   | Chelsea   | 0-1 | Liverpool FC         | Stamford Bridge, Londres   |                            |
| Dimanche 6 février 2011 17:00 | Obi Mikel |     | 68e Meireles · Lucas | Arbitrage : Andre Marriner | Arbitrage : Andre Marriner |
| Dimanche 6 février 2011 17:00 | Rapport   |     |                      | Arbitrage : Andre Marriner | Arbitrage : Andre Marriner |

| 27e journée                  | Liverpool FC             | 1-1 | Wigan                                      | Anfield, Liverpool       |                          |
| Samedi 12 février 2011 16:00 | Meireles 24e · Carragher |     | 65e Gohouri · Alcaraz · Caldwell · Gohouri | Arbitrage : Kevin Friend | Arbitrage : Kevin Friend |
| Samedi 12 février 2011 16:00 | Rapport                  |     |                                            | Arbitrage : Kevin Friend | Arbitrage : Kevin Friend |

| 28e journée                    | West Ham                       | 3-1 | Liverpool FC         | Upton Park, Londres     |                         |
| Dimanche 27 février 2011 14:30 | Parker 22e · Ba 45e · Cole 91e |     | 84e Johnson · Škrtel | Arbitrage : Mark Halsey | Arbitrage : Mark Halsey |
| Dimanche 27 février 2011 14:30 | Rapport                        |     |                      | Arbitrage : Mark Halsey | Arbitrage : Mark Halsey |

| 29e journée                | Liverpool FC                          | 3-1 | Manchester United                                | Anfield, Liverpool                         |                                            |
| Dimanche 6 mars 2011 14:30 | Kuyt 34e 39e 65e · Carragher · Škrtel |     | 90+2e Hernández · van der Sar · Rafael · Scholes | Spectateurs : 44 753 Arbitrage : Phil Dowd | Spectateurs : 44 753 Arbitrage : Phil Dowd |
| Dimanche 6 mars 2011 14:30 | Rapport                               |     |                                                  | Spectateurs : 44 753 Arbitrage : Phil Dowd | Spectateurs : 44 753 Arbitrage : Phil Dowd |

| 30e journée                 | Sunderland                    | 0-2 | Liverpool FC                                  | Stadium of Light, Sunderland                  |                                               |
| Dimanche 20 mars 2011 14:30 | Mensah · Cattermole · Bramble |     | 34e Kuyt · 77e Suarez · Leiva · Suarez · Kuyt | Spectateurs : 47 207 Arbitrage : Kevin Friend | Spectateurs : 47 207 Arbitrage : Kevin Friend |
| Dimanche 20 mars 2011 14:30 | Rapport                       |     |                                               | Spectateurs : 47 207 Arbitrage : Kevin Friend | Spectateurs : 47 207 Arbitrage : Kevin Friend |

| 31e journée               | West Bromwich                                   | 2-1 | Liverpool FC                          | The Hawthorns, West Bromwich |                             |
| Samedi 2 avril 2011 16:00 | Brunt 62e (pen.) 88e (pen.) · Thomas · Scharner |     | 50e Škrtel · Reina · Carroll · Wilson | Arbitrage : Martin Atkinson  | Arbitrage : Martin Atkinson |
| Samedi 2 avril 2011 16:00 | Rapport                                         |     |                                       | Arbitrage : Martin Atkinson  | Arbitrage : Martin Atkinson |

| 32e journée               | Liverpool FC                         | 3-0 | Manchester City | Anfield, Liverpool                           |                                              |
| Lundi 11 avril 2011 21:00 | Carroll 13e 35e · Kuyt 34e · Aurélio |     |                 | Spectateurs : 44 776 Arbitrage : Mark Halsey | Spectateurs : 44 776 Arbitrage : Mark Halsey |
| Lundi 11 avril 2011 21:00 | Rapport                              |     |                 | Spectateurs : 44 776 Arbitrage : Mark Halsey | Spectateurs : 44 776 Arbitrage : Mark Halsey |

| 33e journée                | Arsenal                                      | 1-1 | Liverpool FC                                     | Emirates Stadium, Londres  |                            |
| Samedi 16 avril 2011 16:00 | van Persie 90+8e (pen.) · Eboue · van Persie |     | 90+12e (pen.) Kuyt · Škrtel · Flanagan · Shelvey | Arbitrage : Andre Marriner | Arbitrage : Andre Marriner |
| Samedi 16 avril 2011 16:00 | Rapport                                      |     |                                                  | Arbitrage : Andre Marriner | Arbitrage : Andre Marriner |

| 34e journée                | Liverpool FC                                          | 5-0 | Birmingham City | Anfield, Liverpool                           |                                              |
| Samedi 23 avril 2011 16:00 | Rodríguez 7e 66e 73e · Kuyt 23e · Cole 86e · Robinson |     |                 | Spectateurs : 44 734 Arbitrage : Howard Webb | Spectateurs : 44 734 Arbitrage : Howard Webb |
| Samedi 23 avril 2011 16:00 | Rapport                                               |     |                 | Spectateurs : 44 734 Arbitrage : Howard Webb | Spectateurs : 44 734 Arbitrage : Howard Webb |

| 35e journée                 | Liverpool FC                                     | 3-0 | Newcastle          | Anfield, Liverpool                            |                                               |
| Dimanche 1er mai 2011 13:00 | Rodríguez 10e · Suarez 65e · Kuyt 59e · Flanagan |     | Williamson · Tioté | Spectateurs : 44 923 Arbitrage : Peter Walton | Spectateurs : 44 923 Arbitrage : Peter Walton |
| Dimanche 1er mai 2011 13:00 | Rapport                                          |     |                    | Spectateurs : 44 923 Arbitrage : Peter Walton | Spectateurs : 44 923 Arbitrage : Peter Walton |

| 36e journée            | Fulham                                                         | 2-5 | Liverpool FC                                                  | Craven Cottage, Londres                    |                                            |
| Lundi 9 mai 2011 21:00 | Dembélé 57e · Sidwell 86e · Salcido · Baird · Murphy · Sidwell |     | 1re 7e 70e Rodríguez · 16e Kuyt · 75e Suarez · Reina · Škrtel | Spectateurs : 25 693 Arbitrage : Lee Mason | Spectateurs : 25 693 Arbitrage : Lee Mason |
| Lundi 9 mai 2011 21:00 | Rapport                                                        |     |                                                               | Spectateurs : 25 693 Arbitrage : Lee Mason | Spectateurs : 25 693 Arbitrage : Lee Mason |

| 37e journée                | Liverpool FC      | 0-2 | Tottenham                              | Anfield, Liverpool      |                         |
| Dimanche 15 mai 2011 17:00 | Flanagan · Suarez |     | 9e van der Vaart · 56e Modrić · Sandro | Arbitrage : Howard Webb | Arbitrage : Howard Webb |
| Dimanche 15 mai 2011 17:00 | Rapport           |     |                                        | Arbitrage : Howard Webb | Arbitrage : Howard Webb |

| 38e journée                | Aston Villa                      | 1-0 | Liverpool FC    | Villa Park, Birmingham  |                         |
| Dimanche 22 mai 2011 17:00 | Downing 33e · Walker · Reo-Coker |     | Cole · Meireles | Arbitrage : Lee Probert | Arbitrage : Lee Probert |
| Dimanche 22 mai 2011 17:00 | RApport                          |     |                 | Arbitrage : Lee Probert | Arbitrage : Lee Probert |

### Coupe d'Angleterre de football

#### Quatrième Tour
| 4e tour                       | Manchester United          | 1-0 | Liverpool FC | Old Trafford, Manchester |  |
| Dimanche 9 janvier 2011 14:30 | Giggs 2e (pen.) · Fletcher |     | Gerrard      |                          |  |
| Dimanche 9 janvier 2011 14:30 | Rapport                    |     |              |                          |  |

### Coupe de la ligue anglaise de football

#### Troisième Tour
| 3e tour                          | Liverpool FC              | 2-2 | Northampton (League Two) | Anfield, Liverpool                              |                                                 |
| Mercredi 22 septembre 2010 21:00 | Jovanović 9e · N'Gog 116e |     | 56e McKay · 99e Jacobs   | Spectateurs : 22 577 Arbitrage : Anthony Taylor | Spectateurs : 22 577 Arbitrage : Anthony Taylor |
| Mercredi 22 septembre 2010 21:00 | Rapport                   |     |                          | Spectateurs : 22 577 Arbitrage : Anthony Taylor | Spectateurs : 22 577 Arbitrage : Anthony Taylor |
| Mercredi 22 septembre 2010 21:00 | Tirs au but 2-4           |     |                          | Spectateurs : 22 577 Arbitrage : Anthony Taylor | Spectateurs : 22 577 Arbitrage : Anthony Taylor |

### Ligue Europa

#### Qualifications
| 3e tour de qualification Match aller | FK Rabotnički (D1) | 0 - 2 | Liverpool FC  | Stade Gradski, Skopje      |                            |
| Jeudi 29 juillet 2010 20:45          |                    |       | 17e 58e N'Gog | Arbitrage : Antonio Damato | Arbitrage : Antonio Damato |
| Jeudi 29 juillet 2010 20:45          | Rapport            |       |               | Arbitrage : Antonio Damato | Arbitrage : Antonio Damato |

| 3e tour de qualification Match retour | Liverpool FC                   | 2 - 0 | FK Rabotnički (D1) | Anfield, Liverpool       |                          |
| Jeudi 5 août 2010 20:45               | N'Gog 21e · Gerrard 40e (pen.) |       | Carlos · Mojsov    | Arbitrage : Peter Sippel | Arbitrage : Peter Sippel |
| Jeudi 5 août 2010 20:45               | Rapport                        |       |                    | Arbitrage : Peter Sippel | Arbitrage : Peter Sippel |

#### Barrages
| Barrages Match aller     | Liverpool FC | 1 - 0 | Trabzonspor (D1) | Anfield, Liverpool                                |                                                   |
| Jeudi 19 août 2010 20:45 | Babel 45e    | (1-0) | Balcı · Korkmaz  | Spectateurs : 40 941 Arbitrage : Thomas Einwaller | Spectateurs : 40 941 Arbitrage : Thomas Einwaller |
| Jeudi 19 août 2010 20:45 | Rapport      |       |                  | Spectateurs : 40 941 Arbitrage : Thomas Einwaller | Spectateurs : 40 941 Arbitrage : Thomas Einwaller |

| Barrages Match retour    | Trabzonspor (D1)                | 1 - 2 | Liverpool FC               | Hüseyin Avni Aker, Trabzon |  |
| Jeudi 26 août 2010 19:30 | 3e Gutiérrez · Korkmaz · Yılmaz | (1-0) | 82e (csc) Kaçar · 88e Kuyt |                            |  |
| Jeudi 26 août 2010 19:30 | Rapport                         |       |                            |                            |  |

#### Groupe K

##### Phase de Groupes
| 1re journée                   | Liverpool FC                                                     | 4-1   | Steaua Bucarest                                         | Anfield, Liverpool                                     |                                                        |
| Jeudi 16 septembre 2010 21:05 | 1re Cole · 55e (pen.) 90e N'Gog · 81e Leiva · 62e Maxi Rodríguez | (1-1) | Tanase 13e · Abrudan 44e · Kapetanos 55e · Bonfim 90+1e | Spectateurs : 25 605 Arbitrage : César Muniz Fernández | Spectateurs : 25 605 Arbitrage : César Muniz Fernández |
| Jeudi 16 septembre 2010 21:05 | Rapport                                                          |       |                                                         | Spectateurs : 25 605 Arbitrage : César Muniz Fernández | Spectateurs : 25 605 Arbitrage : César Muniz Fernández |

| 2e journée                    | Utrecht | 0-0 | Liverpool FC                         | Stadion Galgenwaard, Utrecht |                      |
| Jeudi 30 septembre 2010 19:00 |         |     | Leiva 35e · Meireles 55e · Kelly 61e | Spectateurs : 25 000         | Spectateurs : 25 000 |

| 3e journée                  | Naples       | 0-0 | Liverpool FC | Stadio San Paolo, Naples |  |
| Jeudi 21 octobre 2010 19:00 | Pazienza 57e |     | 28e Škrtel   |                          |  |
| Jeudi 21 octobre 2010 19:00 | Rapport      |     |              |                          |  |

| 4e journée                  | Liverpool FC                                        | 3-1   | Naples                                                                  | Anfield, Liverpool                             |                                                |
| Jeudi 4 novembre 2010 21:05 | Gerrard 75e 88e (pen.) · Johnson 25e · Kyriákos 67e | (0-1) | 28e Lavezzi · 47e Dossena · 67e Campagnaro · 76e Sanctis · 90+3e Cavani | Spectateurs : 33 895 Arbitrage : Fredy Fautrel | Spectateurs : 33 895 Arbitrage : Fredy Fautrel |
| Jeudi 4 novembre 2010 21:05 | Rapport                                             |       |                                                                         | Spectateurs : 33 895 Arbitrage : Fredy Fautrel | Spectateurs : 33 895 Arbitrage : Fredy Fautrel |

| 5e journée                  | Steaua Bucarest                                    | 1-1   | Liverpool FC  | Stade Ghencea, Bucarest     |                             |
| Jeudi 2 décembre 2010 19:00 | Bonfim 60e · Surdu 20e · Nicoliţă 63e · Bonfim 81e | (0-1) | 19e Jovanovic | Arbitrage : Bulent Yildirim | Arbitrage : Bulent Yildirim |
| Jeudi 2 décembre 2010 19:00 | Rapport                                            |       |               | Arbitrage : Bulent Yildirim | Arbitrage : Bulent Yildirim |

| 6e journée                   | Liverpool FC | 0-0 | Utrecht | Anfield, Liverpool                                  |                                                     |
| Jeudi 15 décembre 2010 21:05 | Eccleston 7e |     |         | Spectateurs : 37 800 Arbitrage : Kristinn Jakobsson | Spectateurs : 37 800 Arbitrage : Kristinn Jakobsson |
| Jeudi 15 décembre 2010 21:05 | Rapport      |     |         | Spectateurs : 37 800 Arbitrage : Kristinn Jakobsson | Spectateurs : 37 800 Arbitrage : Kristinn Jakobsson |

##### Classement
| Rang | Équipe          | Pts | J | G | N | P | Bp | Bc | Diff |  | Résultats (▼ dom., ► ext.) |     |     |     |     |
| ---- | --------------- | --- | - | - | - | - | -- | -- | ---- |  | -------------------------- | --- | --- | --- | --- |
| 1    | Liverpool       | 10  | 6 | 2 | 4 | 0 | 8  | 3  | +5   |  | Liverpool                  |     | 3-1 | 4-1 | 0-0 |
| 3    | Naples          | 7   | 6 | 1 | 4 | 1 | 8  | 9  | -1   |  | Naples                     | 0-0 |     | 1-0 | 0-0 |
| 2    | Steaua Bucarest | 6   | 6 | 1 | 3 | 2 | 9  | 11 | -2   |  | Steaua Bucarest            | 1-1 | 3-3 |     | 3-1 |
| 4    | Utrecht         | 5   | 6 | 0 | 5 | 1 | 5  | 7  | -2   |  | Utrecht                    | 0-0 | 3-3 | 1-1 |     |

#### Phase finale
Le tirage au sort des seizièmes de finale a eu lieu le vendredi 17 décembre.
| Seizième de finale Match aller | Sparta Prague | 0-0 | Liverpool FC | AXA Arena, Prague         |                           |
| Jeudi 17 février 2011 21:05    | Řepka         |     | Ngog · Cole  | Arbitrage : Florian Meyer | Arbitrage : Florian Meyer |
| Jeudi 17 février 2011 21:05    | Rapport       |     |              | Arbitrage : Florian Meyer | Arbitrage : Florian Meyer |

| Seizième de finale Match retour | Liverpool FC                                   | 1-0   | Sparta Prague               | Anfield, Liverpool   |                      |
| Jeudi 24 février 2011 19:00     | Kuyt 86e · Kelly · Leiva · Poulsen · Carragher | (0-0) | Pamić · Matějovský · Kweuke | Spectateurs : 42 949 | Spectateurs : 42 949 |
| Jeudi 24 février 2011 19:00     | Rapport                                        |       |                             | Spectateurs : 42 949 | Spectateurs : 42 949 |

| Huitième de finale Match aller | SC Braga        | 1 - 0 | Liverpool FC | Estádio Municipal, Braga |  |
| Jeudi 10 mars 2011 19:00       | Alan 18e (pen.) | (1-0) |              |                          |  |

| Huitième de finale Match retour | Liverpool FC                | 0-0 | SC Braga | Anfield, Liverpool                               |                                                  |
| Jeudi 17 mars 2011 21:05        | Škrtel · Meireles · Carroll |     |          | Spectateurs : 37 494 Arbitrage : Gianluca Rocchi | Spectateurs : 37 494 Arbitrage : Gianluca Rocchi |
| Jeudi 17 mars 2011 21:05        | Rapport                     |     |          | Spectateurs : 37 494 Arbitrage : Gianluca Rocchi | Spectateurs : 37 494 Arbitrage : Gianluca Rocchi |

## Classements

### Premier League
| Rang | Équipe            | Pts | J  | G  | N  | P  | Bp | Bc | Diff |
| ---- | ----------------- | --- | -- | -- | -- | -- | -- | -- | ---- |
| 4    | Arsenal           | 68  | 38 | 19 | 11 | 8  | 73 | 43 | +30  |
| 5    | Tottenham Hotspur | 62  | 38 | 16 | 14 | 8  | 55 | 46 | +9   |
| 6    | Liverpool FC      | 58  | 38 | 17 | 7  | 14 | 59 | 44 | +15  |
| 7    | Everton           | 54  | 38 | 13 | 15 | 10 | 51 | 55 | -4   |
| 8    | Fulham            | 49  | 38 | 11 | 16 | 11 | 49 | 53 | -4   |

| Légende : Qualifications et relégations | Légende : Qualifications et relégations |
| --------------------------------------- | --- |
|                                         | Ligue des champions 2011-2012 (Phase de groupes) |
|                                         | Ligue des champions 2011-2012 (Tour de barrages pour non-champions)                                                                                         |
|                                         | Ligue Europa 2011-2012 (Tour de barrages) |
|                                         | Ligue Europa 2011-2012 (3e tour de qualification) |
|                                         | Relégation en FL Championship |
|                                         | (T) : Tenant du titre 2009-2010 (C) : Vainqueurs de la FA Cup (L) : Vainqueurs de la Carling Cup (P) : Promus en 2009-2010 (V) : Vice-Champion en 2009-2010 |

### Buteurs
Ci-dessous, le classement des buteurs lors des compétitions officielles. Dernière mise à jour après le match Arsenal - Liverpool du 17 avril 2011 comptant pour la 33e journée de Premier League :
| Joueurs               | Nat. | Championnat | Ligue Europa | FA Cup | Carling Cup | Nombre total de buts |
| --------------------- | ---- | ----------- | ------------ | ------ | ----------- | -------------------- |
| Dirk Kuyt             |      | 13          | 1            | 0      | 0           | 14                   |
| Maximiliano Rodríguez |      | 10          | 0            | 0      | 0           | 10                   |
| Steven Gerrard        |      | 4           | 3            | 0      | 0           | 7                    |
| Raul Meireles         |      | 5           | 0            | 0      | 0           | 5                    |
| David N'Gog           |      | 2           | 2            | 0      | 1           | 5                    |
| Luis Suárez           |      | 4           | 0            | 0      | 0           | 4                    |
| Joe Cole              |      | 2           | 1            | 0      | 0           | 3                    |
| Milan Jovanović       |      | 0           | 1            | 0      | 1           | 2                    |
| Glen Johnson          |      | 2           | 0            | 0      | 0           | 2                    |
| Sotirios Kyrgiakos    |      | 2           | 0            | 0      | 0           | 2                    |
| Martin Škrtel         |      | 2           | 0            | 0      | 0           | 2                    |
| Andy Carroll          |      | 2           | 0            | 0      | 0           | 2                    |
| Lucas Leiva           |      | 0           | 1            | 0      | 0           | 1                    |

### Temps de jeu
Ci-dessous, le classement des joueurs par temps de jeu lors des compétitions officielles. Dernière mise à jour après le match Arsenal - Liverpool du 17 avril 2011 comptant pour la 33e journée de Premier League :
| Joueurs             | Nat. | Championnat | Ligue Europa | FA Cup | Carling Cup | Nombre total de minutes |
| ------------------- | ---- | ----------- | ------------ | ------ | ----------- | ----------------------- |
| Pepe Reina          |      | 3305        | 826          | 94     | 0           | 4225                    |
| Martin Škrtel       |      | 3305        | 428          | 94     | 0           | 3827                    |
| Lucas Pezzini Leiva |      | 2712        | 484          | 94     | 126         | 3416                    |
| Dirk Kuyt           |      | 2660        | 477          | 94     | 0           | 3231                    |
| Raul Meireles       |      | 2474        | 645          | 60     | 0           | 3179                    |